# Antiquário de Pompeia
O Antiquário de Pompeia é um museu arqueológico, localizado em Pompeia, que coleta alguns dos achados das escavações arqueológicas da antiga cidade de mesmo nome, enterradas em 79 pela erupção do Vesúvio juntamente com Herculano, Estábia e Oplontis. 

## História e descrição

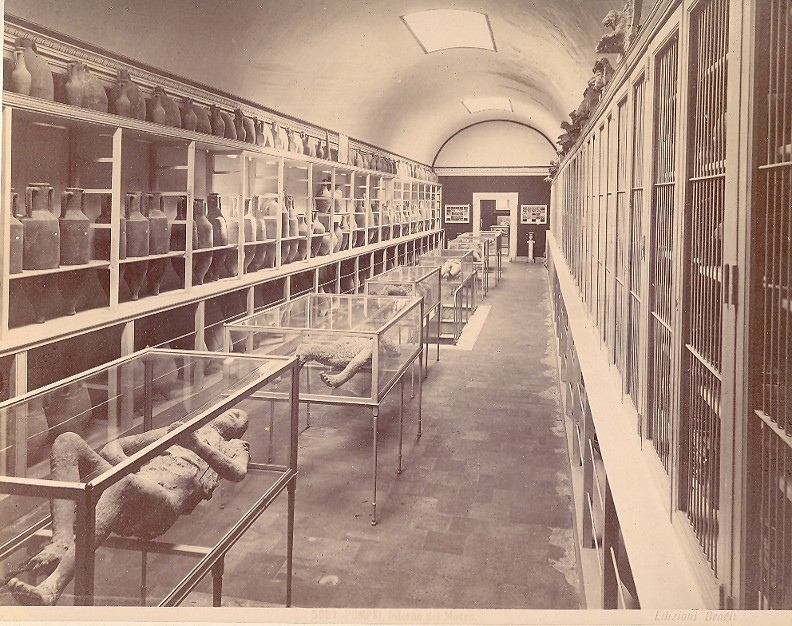
O antigo antiquário

O Antiquário foi fundado em 1861 mas foi destruído por um bombardeio durante a Segunda Guerra Mundial: reconstruído em 1948 em acordo com os critérios museológicos modernos, a fim de oferecer uma imagem o mais completa possível da história da cidade, mesmo que fosse privada de calcos. Após um longo período de fechamento de 36 anos motivado pelo terremoto de Nápoles de 1980, foi reaberto em 2016.
No hall de entrada são colocados nas paredes alguns afrescos do Pórtico do Triclino, em estilo IV, encontrados por volta de 1950, enquanto em uma vitrine no centro da sala há as estátuas de quatro golfinhos, vindos da casa de Cerere, o busto de Dioniso e grafite encontrados na casa de Fábio Rufo. Nas paredes da primeira sala, há terracota arquitetônica do Templo Dórico e do Templo de Apolo, adornada com cabeças de leão e rosetas, que remonta ao século VI - V a.C.; nas duas vitrines centrais estão fragmentos de cerâmica ática e coríntia, encontrados no templo de Apolo, alguns fragmentos de uma cratera de voluta, obra de um ceramista grego Eucárides, que viveu durante o século V a.C. e uma tumba encontrada ao longo do vale de Sarno, que remonta ao século IX - VIII a.C.;  com todo o seu equipamento funerário.
Na segunda sala, você pode ver uma métopa em tufo representando o Tormento de Issione, vindo do Fórum Triangular, um friso dórico com a inscrição: 
Mr. Atiniis Mr.aidil. cad. eitiuvad (em latim)
Maras Aitínio, filho do edil de Maras, (feito) com multas em dinheiro

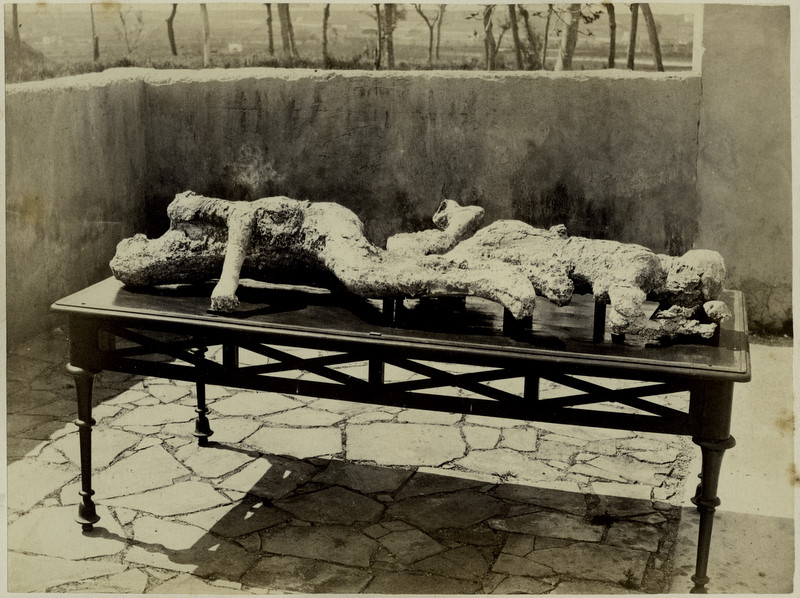
Elenco no antigo antiquário

E também capiteis com bustos dionisíacos, séculos III - II a.C., frontão de um pequeno templo, decorado com a figura de Dionísio, deitado, com a cabeça coberta por um véu e carregando nas mãos dos cachos de uvas e nas laterais Proserpina com Quíton e um manto; um ganso, um sátiro e uma pantera. Outra sala é inteiramente dedicada a Lívia: você pode vê-la na vila dos Mistérios, vestida de sacerdotisa, o retrato de Marcello, proveniente do templo de Vênus, a estátua de um homem em uma toga, os retratos de Vesônio Primo e Cornélio Primo e um monopódio representando Dionísio com Sileno.
O terceiro quarto, também conhecido pelo nome de Pompeiana Suppelex, contém numerosos móveis das casas de Pompéia, como cerâmica de bronze, estátuas de divindades em mármore, selos de bronze, agulhas e alguns pregos, enquanto escudos de mármore são afixados nas paredes, usado pelos romanos contra o mau-olhado. No corredor entre a terceira e a quarta sala, há um sinal da Caupona di Euxinus.
Na quarta sala, estão os modelos arquitetônicos do pórtico do Triclino, materiais das lojas de Pompeia, restos de comida, fogão de terracota, instrumentos cirúrgicos e ferramentas de pesca do porto de Pompeia. No corredor em direção à saída, objetos de bronze da casa de Fábio Rufo e uma estátua de Baco com olhos de pasta de vidro são exibidos.